# DeuxMoi
DeuxMoi (también estilizado Deuxmoi o @deuxmoi, también bajo el nombre de "curators of pop culture/ curadores de la cultura pop") es una cuenta de Instagram seudónima que publica chismes de celebridades.

## Historia
La cuenta DeuxMoi fue utilizada originalmente como un blog centrado en la moda por dos personas amigas. Durante la pandemia de COVID-19, uno de los dos titulares de la cuenta pidió a sus seguidores que compartieran historias sobre celebridades. El operador de la cuenta comenzó a publicar capturas de pantalla de mensajes directos con historias de encuentros con celebridades para que los seguidores las vieran. Las primeras historias se referían, respectivamente, a Leonardo DiCaprio y Jonah Hill. La propiedad del identificador o la identidad de quienes administran la cuenta pueden haber cambiado en 2021.
En marzo de 2022, se informó que el propietario de la cuenta publicaría una novela, titulada Anon Pls. en noviembre de 2022. La novela seguirá una versión ficticia de la vida del creador de la cuenta.

## Contenido
La cuenta es conocida por publicar historias e información de celebridades considerada mundana, como preferencias de comida o reacciones a encuentros casuales con fans. El operador de la cuenta ha dicho que no publica historias «tristes», como aquellas sobre «situaciones familiares» o «abuso de sustancias». La cuenta no verifica el contenido que publica. La cuenta a menudo destaca las visitas de celebridades a los restaurantes de la ciudad de Nueva York, como Carbone y Via Carota.

## Identidad
En mayo de 2022, el reportero de cultura de internet Brian Feldman escribió que hay varias personas detrás de DeuxMoi. Feldman escribió que las fundadoras de DeuxMoi son Maggie Kempner, la nieta de la destacada socialité Nan Kempner, y Melissa Lovallo. Lovallo aparentemente todavía dirige DeuxMoi.

## Influencia y recepción
El enfoque de la cuenta en los chismes mundanos se ha denominado «sin dientes».  El enfoque de DeuxMoi en los avistamientos de celebridades en restaurantes en Nueva York ha llevado a los seguidores de la cuenta a cenar en ciertos lugares con la esperanza de ver celebridades.